# Groupe d'Intervention de la Gendarmerie Nationale
O Groupe d'Intervention de la Gendarmerie Nationale (GIGN) é uma força especial de intervenção da França, ligada à polícia nacional.

## História
O GIGN – Groupe d'Intervention de la Gendarmerie Nationale – foi criado após o fracasso mortal em conter a tomada de reféns de atletas olímpicos israelenses nos Jogos de 1972 em Munique.

Uma série de erros durante as tentativas fracassadas de libertar os 11 israelenses destacou a falta de forças antiterroristas especializadas em toda a Europa para lidar com grupos bem organizados e bem armados.

Símbolo do GIGN (2021)

Junto com o GSG-9 alemão, o GIGN foi criado para lidar com isso e se especializou em incidentes em aviões e navios. Foi responsável pela invasão do vôo da Air France sequestrado por quatro terroristas argelinos em 1994. Os terroristas mataram três passageiros antes que o avião voasse para Marselha, onde o GIGN o invadiu e matou os quatro sequestradores do Grupo Islâmico Armado da Argélia. Os líderes da conspiração disseram mais tarde que o plano era detonar a aeronave sobre a Torre Eiffel. O primeiro homem a entrar pela porta atirou em três sequestradores, mas passou meses no hospital depois de ficar gravemente ferido, perdendo o uso de um braço. Ele voltou ao GIGN como instrutor de tiro. 

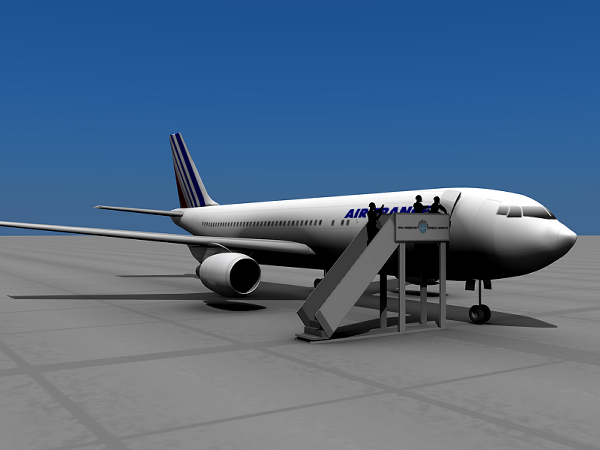
Ilustração do GIGN se preparando para entrar no Air France 8969

O grupo foi reorganizado em 2007 para fornecer uma equipe altamente treinada de 200 pessoas para responder a situações de reféns. Desde que iniciou suas operações, já libertou 600 reféns, segundo seu site. 

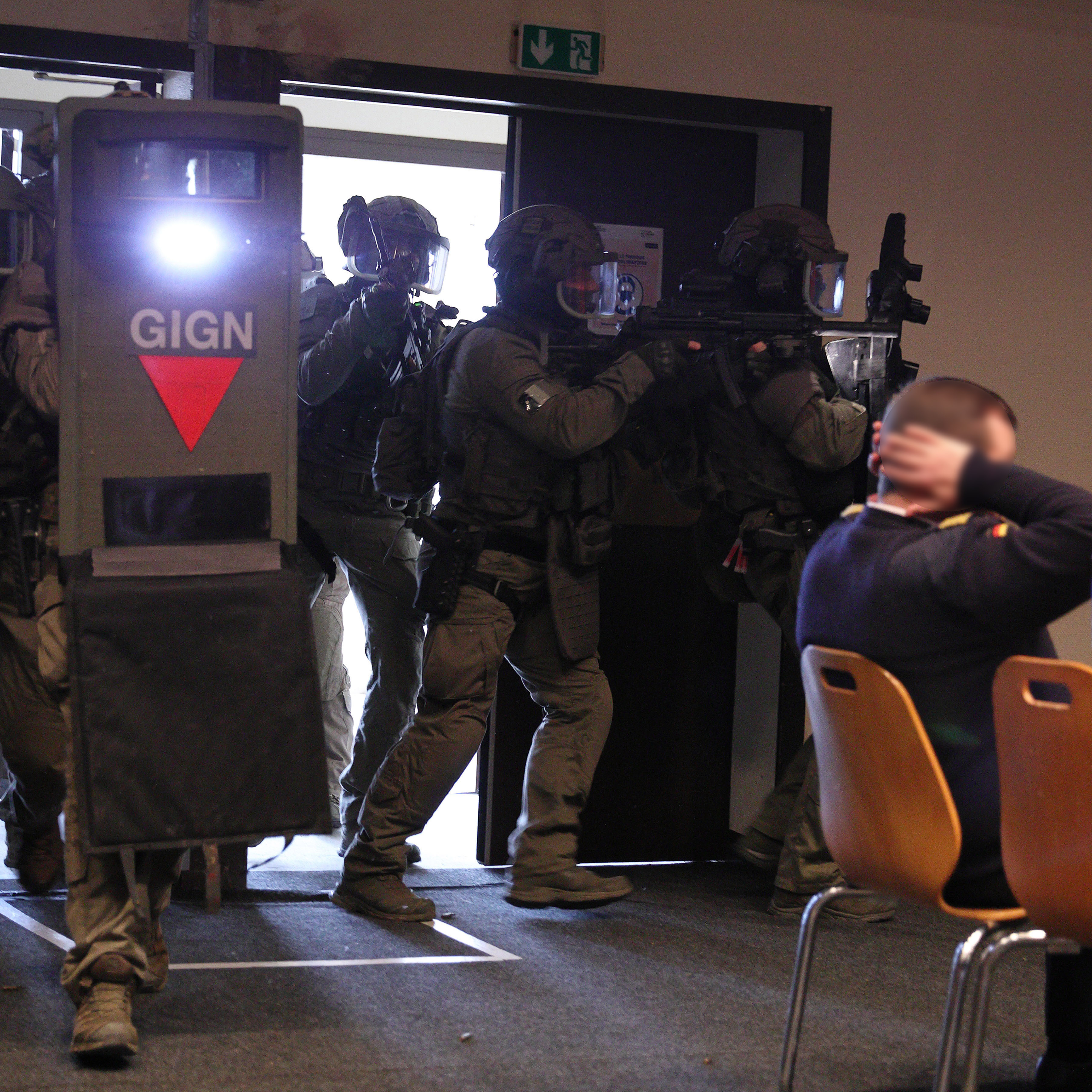
Operadores do GIGN durante demonstração de resgate de refém, março de 2022.

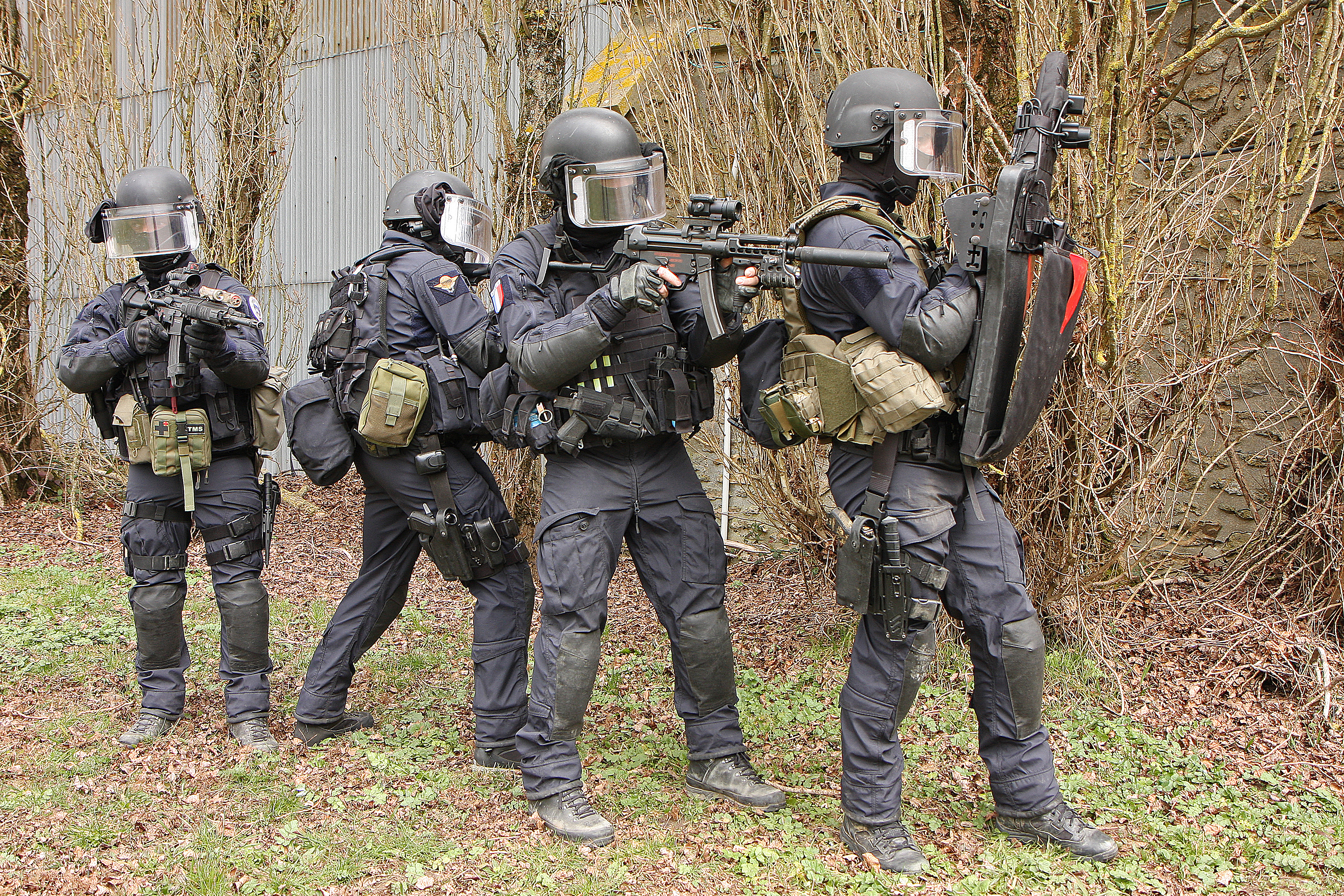
GIGN em coluna de assalto.

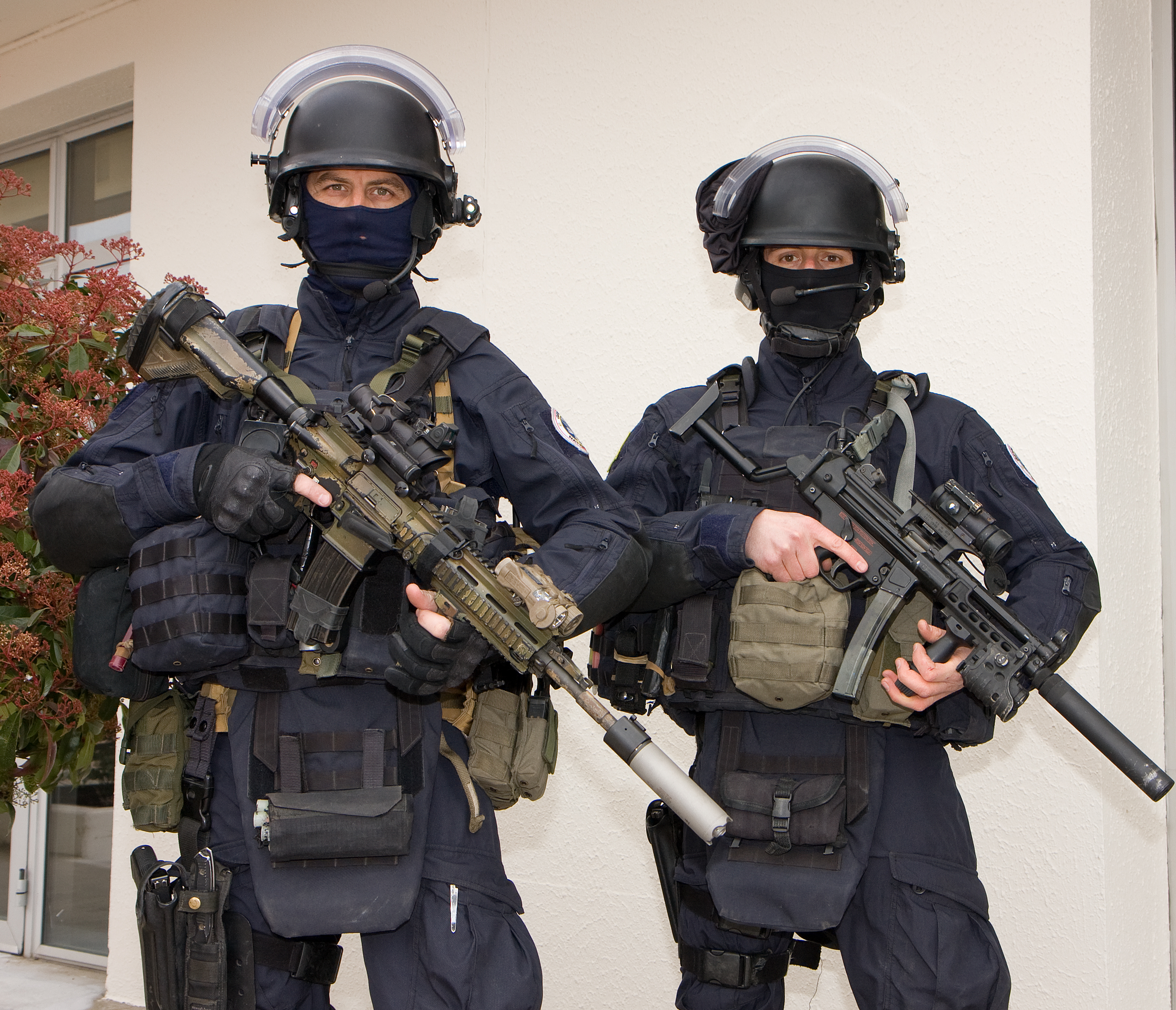
Operadores do GIGN equipados com o fuzil de assalto HK416 e com a submetralhadora HK MP5.

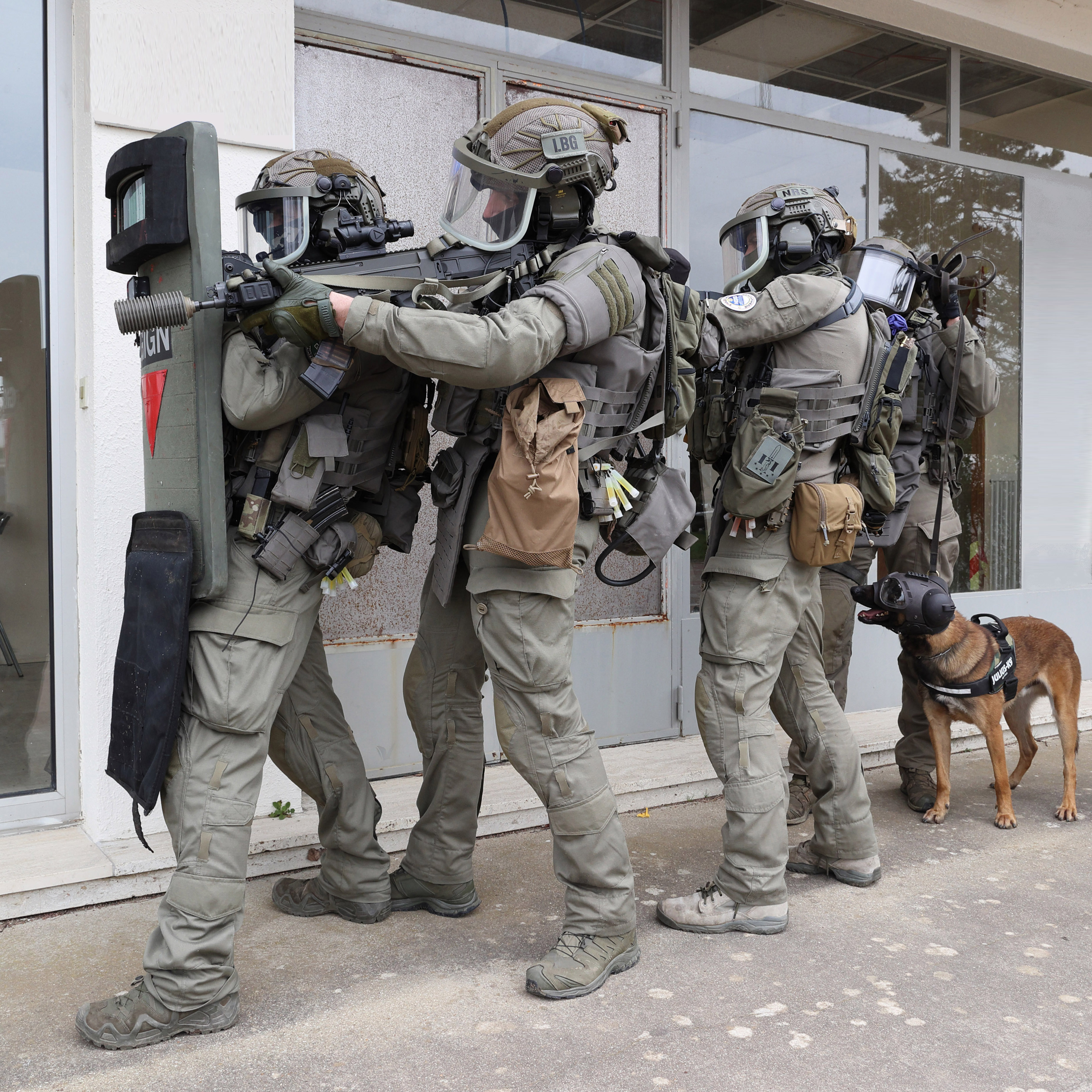
GIGN em coluna de assalto durante demonstração de resgate de reféns, março de 2022.